# 李国瑞
李国瑞（1949年—），汉族，中华人民共和国政治人物、第十一届全国政协委员。
加入中国共产党，担任中国铁道建筑总公司原董事长、总经理、党委副书记。2008年，当选第十一届全国政协委员，代表中华全国总工会，分入第十八组。